# Пхуан
Мыанг-Пуэн (Muang Phuan) или Чан-Нинь — небольшое тайское княжество, существовавшее на территории современной лаосской провинции Сиангкхуанг.
Тайско-лаосские поселенцы давно переселялись на эти земли с территории южного Китая, и в XIII веке в Долине кувшинов образовалось независимое княжество, которое в середине XIV века было включено Фа Нгумом в состав государства Лансанг. Тайскоязычное население княжества сформировалось в народ пхуан, говорящий на пхуанском языке.
Внутри Лансанга бывшее княжество Пхуан сохраняло высокую степень автономии, и после распада Лансанга в начале XVIII века вновь обрело независимость. Когда Сиам начал в XVIII веке активную экспансию на лаосские земли, то Пхуан стало его вассалом, но одновременно выплачивало дань и Вьетнаму. Это двойственное положение привело к тому, что в середине XIX века, во время войн между Вьетнамом и Сиамом, княжество не раз переходило из рук в руки: то в нём размещался сиамский гарнизон, то оно оказывалось включённым в состав Вьетнама. После установления французского господства в Индокитае в конце XIX века княжество Пхуан стало частью Французского Индокитая, а после Второй мировой войны вошло в состав новообразованного королевства Лаос.